# Olstorp, Bjuvs kommun
Olstorp är ett villaområde mellan Bjuv och Billesholm i Bjuvs kommun.

## Olstorps tätort
1960 avgränsade SCB en tätort i området med 267 invånare, jämnt fördelat mellan Bjuvs köping och Billesholms landskommun. 1965 hade tätorten vuxit samman med Bjuvs tätort.